# Kōda Nobu

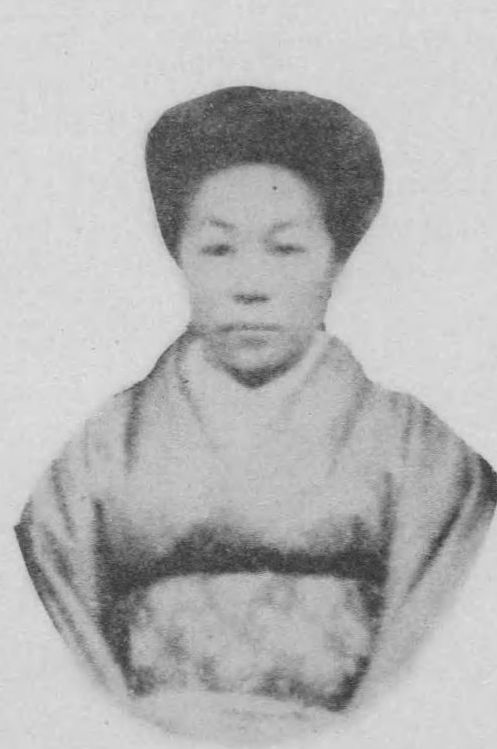
Kōda Nobu

Kōda Nobu (jap. 幸田 延; * 19. April 1870 in der Präfektur Tokio; † 14. Juni 1946) war eine japanische Violinistin, Pianistin und Komponistin. Ihr ältester Bruder war der Schriftsteller Kōda Rohan, ein weiterer Bruder der Entdecker Gunji Shigetada (1860–1924), der jüngste Bruder war der Historiker Kōda Shigetomo (1873–1954). Zusammen mit ihrer jüngeren Schwester Andō Kō leistete Nobu Kōda eine heute fast vergessene Pionierarbeit bei der Einführung westlicher Musik, insbesondere des Violinspiels in Japan.

## Leben
Nobu Kōda entstammte der Familie des Beamten Kōda Shigenobu und dessen Frau Yu, einer Samurai-Adelslinie, die infolge der Meiji-Restauration verarmte. Die Familie Kōda sah in den neu gegründeten staatlichen Schulen eine Möglichkeit, ihre Kinder auch ohne große finanzielle Mittel ausbilden zu lassen. Eine solche neue Einrichtung war die Musikforschungsstelle, eine Vorläuferorganisation des „Konservatoriums Tokio“ (東京音楽学校 Tōkyō Ongaku-gakkō, heute: Hochschule der Künste Tokio), die Nobu mit ihrer Schwester Kō besuchte und die sie 1884 im Fach Violine abschloss. Bis zur Meiji-Restauration hatte man in Japan die klassische Musik des Westens praktisch noch nicht zur Kenntnis genommen und Violinunterricht, insbesondere im Kindesalter, war eine außerordentliche Seltenheit. Die beiden Schwestern waren daher auch die ersten beiden Japanerinnen überhaupt, die zur weiteren Ausbildung an der Violine offiziell nach Amerika und Europa entsandt wurden. Nobu verließ Japan im Mai 1889 vom Hafen Yokohama aus, um zunächst ein Jahr Violine bei Emil Mahr (1851–1914), einem Schüler von Joseph Joachim, und Klavier bei Carl Faelten an der New England School of Music in Boston zu studieren. Der Auftrag der Musikforschungsstelle sah vor, dass sie nur im Fach Violine ausgebildet werden und im Anschluss an ihren Aufenthalt in Boston für zwei Jahre in Deutschland weiterstudieren sollte. Man nimmt an, dass das Studium statt in Deutschland auf Anraten von Rudolf Dittrich dann jedoch in Wien fortgesetzt wurde. Nobus Reisetagebuch lässt sich entnehmen, dass sie am 19. Juli 1890 Amerika von New York aus mit dem Schiff verließ und dass sie zehn Tage später in Bremen anlandete. Sie besuchte eine Aufführung der Faust-Oper von Gounod und traf sich mit Hiruma Kenpachi, der zwei Jahre vor Nobu von der Musikforschungsstelle zur Ausbildung am Cello ins Ausland entsandt worden war.
Im August 1890 reiste Nobu weiter nach Wien, um ihre Studien bei Joseph Hellmesberger junior fortzusetzen. Sie traf den Musiktheoretiker und Erfinder Tanaka Shōhei, besuchte den Gesandten Toda Ujitaka, der mit dem Wiener Salon der Reiseschriftstellerin Rosa von Gerold in Kontakt stand, und sie lernte die deutsche Sprache, um für ihr weiteres Studium an der Musikhochschule zugelassen zu werden. 1891 erhielt sie die Zulassung und setzte ihre Ausbildung am Konservatorium der Gesellschaft der Musikfreunde in Wien fort. Die Aufzeichnungen des Konservatoriums zeigen, dass sich Nobu in dieser Zeit mit Skalenübungen wie mit Werken von Louis Spohr und Joseph Mayseder beschäftigte. Neben Hellmesberger wurde Nobu am Konservatorium auch von Robert Fuchs in Komposition und Harmonielehre, von Frederike Singer und Anton Door im Fach Klavier unterrichtet. Nobus Tagebuchaufzeichnungen legen zudem den Schluss nahe, dass sie in der Zeit am Konservatorium auch den rumänischen Geiger und späteren Komponisten George Enescu kennenlernte, der zu dieser Zeit ebenfalls dort studierte.
Nach ihrer Rückkehr nach Japan stellte sie ihr Können 1896 in einem Konzert erstmals öffentlich unter Beweis. Zum ersten Mal wurde das Violinkonzert von Mendelssohn und der erste Teil eines Streichquartetts von Haydn in Japan aufgeführt. Dazu sang sie Schubert und Brahms und führte ein eigenes Arrangement einer Bach-Fuge auf. Nobu Kōda gilt als erste Japanerin überhaupt, die eine Violinsonate komponierte. Zumeist erinnert man sich jedoch fälschlich an Nobus Schüler Taki Rentarō als ersten japanischen Komponisten westlicher klassischer Musik, der zwei Klavierstücke schrieb, darunter das heute noch sehr populäre Stück Kōjō no Tsuki („Der Mond über der Burgruine“).
In den folgenden Jahren unterrichtete Nobu als Professorin Violine, Klavier, Komposition und Gesang am Konservatorium in Tokio. Zu ihren Schülern zählte unter anderem Miura Tamaki, die durch die Titelrolle in der Oper Madama Butterfly international bekannt wurde. Um die Jahrhundertwende herum war Nobu Kōda auf dem Höhepunkt ihrer Karriere. Die Presse begann Anschuldigungen gegen sie zu veröffentlichen. Man stellte öffentlich ihre Person in Frage und unterstellte ihr ein Verhältnis mit dem deutschen Musiker August Junker, der zu dieser Zeit am Konservatorium in Tokio unterrichtete. Wenngleich sich diese Anschuldigungen nicht erhärten ließen, führte der Druck durch die öffentliche Schmähung 1909 dazu, dass Nobu ihre Professur niederlegte und das Konservatorium verließ.
Unmittelbar im Anschluss daran reiste Nobu bis 1910 für ein Jahr durch Europa. Sie besuchte Wien, nahm Gesangs- und Klavierunterricht in Berlin, sah sich den Violinunterricht von Karl Markees an, besuchte Paris und reiste über London und Southampton zurück nach Japan. Zurück in Japan begann sie vornehmlich Mädchen aus der Oberschicht Klavierunterricht zu erteilen. Eine Ehrung für ihre Verdienste erfolgte 1937, als sie als erste Frau in die Japanische Akademie der Künste aufgenommen wurde. Ihre Schwester Kō Andō, die nach Nobu ans Konservatorium berufen worden und abrupt entlassen worden war, wurde 1943 ebenfalls in die Akademie aufgenommen.
Nobu Kōda starb 1946 im Alter von 76 Jahren infolge einer Herzerkrankung.

## Werke
- Sonate für Violine und Klavier in d-Moll
- Sonate für Violine und Klavier in Es-Dur[Anm. 3]